# Hámilton Ricard
Hámilton Ricard Cuesta (phát âm tiếng Tây Ban Nha: [ˈxamilton ˈrikaɾð ˈkwesta]; sinh ngày 12 tháng 1 năm 1974) là một cựu cầu thủ bóng đá người Colombia chơi ở vị trí tiền đạo. Anh chơi cho các câu lạc bộ Deportivo Cali, Cortuluá, Independiente Santa Fe và Deportes Quindío ở Colombia, Middlesbrough ở Anh, CSKA Sofia ở Bulgaria, Emelec ở Ecuador, Shonan Bellmare ở Nhật Bản, APOEL ở Síp, Numancia ở Tây Ban Nha, Danubio và Concepción ở Chile.

## Thống kê sự nghiệp
| Đội tuyển bóng đá Colombia | Đội tuyển bóng đá Colombia | Đội tuyển bóng đá Colombia |
| Năm                        | Trận                       | Bàn                        |
| -------------------------- | -------------------------- | -------------------------- |
| 1995                       | 3                          | 1                          |
| 1996                       | 1                          | 0                          |
| 1997                       | 13                         | 3                          |
| 1998                       | 2                          | 0                          |
| 1999                       | 6                          | 1                          |
| 2000                       | 2                          | 0                          |
| Tổng cộng                  | 27                         | 5                          |